# Thierry Olemba
 (août 2022).
Thierry Olemba, né le 13 juillet 1982 à Douala, est un musicien camerounais. 

## Biographie

### Enfance, formation et débuts
Il rejoint un groupe de rap appelé New Black Power en 1990 en tant que leur plus jeune membre et a depuis collaboré avec d'autres artistes.
Il a signé un contrat de disque avec Farwell Records en 2007 et son premier album a suivi, intitulé The Human BeatBox. Son premier single s'intitule Ma Grand-mère joue au Billard.
Aux côtés de Bantu Pô Si, Koppo et Krotal, Olemba est l'un des artistes qui ont développé un style de rap camerounais. 

## Stype musical et influences
Sa musique incorpore des éléments de la musique makossa, du reggae et du hip-hop et il est connu pour son beatboxing. 